# 拜尔斯·诺德
克里斯蒂安·弗雷德里克·拜尔斯·诺德（Christiaan Frederik Beyers Naudé，1915年5月10日—2004年9月7日）是在南非种族隔离时期反对种族隔离的一位重要人物。他是南非一名荷兰移民的后裔。
他早年并不反对种族隔离。在1960年，诺德在一次和平示威行动中看到几十名非洲人被杀，从此对种族隔离制度的公正性产生了怀疑。1963年，诺德正式向种族隔离制度宣战。为此，他被当时南非拥护种族隔离的人斥为叛国者。南非总统纳尔逊·曼德拉对他有很高评价，称赞他为实现种族和谐带来了无限的希望。
2004年在约翰内斯堡逝世。